# Teleostomi
A Teleostomi a gerinchúrosok (Chordata) törzsének, azon belül a gerincesek (Vertebrata) altörzsének egy kládja. Ide tartoznak a tövises őscápák, a sugarasúszójú halak és az izmosúszójú halak osztályai, valamint a négylábúak.

## Filogenetikus családfa
- Tövises őscápák (Acanthodii)
- Euteleostomi
  - Sugarasúszójú halak (Actinopterygii)
  - Izmosúszójú halak (Sarcopterygii)
  - Négylábúak (Tetrapoda)
    - Kétéltűek (Amphibia)
    - Magzatburkosok(Amniota)
      - Hüllőszerűek (Sauropsida)
        - Hüllők (Reptilia)
        - Madarak (Aves)

      - Emlősszerűek (Synapsida)
        - Emlősszerű hüllők (Synapsida)
        - Emlősök (Mammalia)